# Winnie the Pooh: Krv i med 2
Winnie the Pooh: Krv i med 2 (eng. Winnie-the-Pooh: Blood and Honey 2) je britanski nezavisni slasher film iz 2024. godine koji je režirao, producirao, uredio Rhys Frake-Waterfield.
Film je nastavak Winnie the Pooh: Krv i med, u režiji samog Frake-Waterfielda iz 2023. godine. Ovo je ujedno i drugi film u svemiru The Twisted Childhood Universe (TCU).

## Radnja
Nakon što je preživio masakr koji su izveli Winnie Pooh i Praščić, Christopher Robin se vraća u svoj rodni grad Ashdown tražeći pomoć. Međutim, smatra se odgovornim za smrti koje su se dogodile. Film temeljen na tim ubojstvima dodatno narušava njegov ugled.
Christopher se suočava s noćnim morama i traumama iz djetinjstva, uključujući nestanak svog brata blizanca Billyja. U međuvremenu, Pooh, Praščić, Tigar i Sovac skrivaju se u Šumi Sto Jutara i nastavljaju s nasiljem, što dovodi do Sovčevog prijedloga da napadnu Ashdown.
Christopher otkriva da su djeca oteta i pretvorena u hibride polu-životinja polu-ljudi zbog eksperimenata s genima životinja. Saznaje da je njegov brat Billy bio jedna od žrtava i da je oživljen kao Pooh. Nakon što Pooh i ostale životinje krenu u pohod na Ashdown, Christopher se bori da spasi svoju obitelj i grad.
Na kraju, Christopher je prisiljen ubiti Pooha kako bi spasio svoju sestru i djevojku. Dokazi o nasilju koje su životinje počinile pomažu da se Christopher oslobodi optužbi. Owl preživi i obećava da će pronaći način da oživi Pooha, Tigera i Pigleta uz pomoć starih prijatelja.

## Glumačka postava
- Scott Chambers kao Christopher Robin
  - Mason Gold kao mladi Christopher Robin
- Tallulah Evans kao Lexy
- Ryan Oliva kao Winnie Pooh / Billy Robin
  - Peter DeSouza-Feighoney kao mladi Winnie Pooh
- Teresa Banham kao Samantha
- Alec Newman kao Alan Robin
- Simon Callow kao Mark Cavendish
- Eddy MacKenzie kao Praščić
- Lewis Santer kao Tigar
- Marcus Massey kao Sovac
- Nicola Wright kao Daphne Robin
- Thea Evans kao Helen "Bunny" Robin
- Flynn Matthews kao Finn
- Toby Wynn-Davies kao Dr. Arthur Gallup.

Osim njih, Nikolai Leon, Craig David Dowsett i Chris Cordell pojavljuju se kao Christopher Robin, Winnie Pooh i Praščić, odnosno u arhivskim snimkama iz prvog filma. Cameo nastupi Bambija, Petra Pana i Pinokija kao crteži zadirkuju svoje nadolazeće pojedinačne filmove na kraju odjavne špice.

## Produkcija
Frake-Waterfield je 1. lipnja 2022. u intervjuu za web stranicu Dread Central objavio svoj interes za stvaranje nastavka i njegovo "luđe i ekstremnije", nakon čega je između 8. i 11. rujna 2023., mjeseca u kojem je snimanje završilo, objavljivanjem slika Sovca i Tigra, odsutnih u prvom filmu. Početkom studenoga objavljena je prva slika Pooha, čiji je izgled u potpunosti rekonfiguriran u usporedbi s prvim filmom kako bi bio realističniji i zastrašujući: maska i šminka za nastavak koštali su više od dvadeset tisuća dolara, u usporedbi sa 770 dolara kostima prvog filma. Također, kako je otkriveno u najavi, zli likovi imaju više dijaloga nego u prethodnom igranom filmu (Tigar i Sovac još nisu bili tamo).

## Distribucija
Winnie the Pooh: Krv i med 2 premijerno je prikazan u kinu Prince Charles na trgu Leicester u Londonu 18. ožujka 2024. Fathom Events ga je teatralno objavio u Sjedinjenim Američkim Državama i Ujedinjenom Kraljevstvu 26. ožujka 2024. U Hrvatskoj film će biti objavljen u kinima 6. lipnja 2024.

## Budućnost

### Nastavak
Dana 28. ožujka 2024., dva dana nakon objavljivanja filma u kinima, objavljeno je da se razvija treći film.

### Podijeljeni svemir i ostali projekti
U studenom 2022. najavljena su još dva horor filma: Bambi: The Reckoning i Peter Pan's Neverland Nightmare temeljena na romanima Bambi, i Petar Pan. U veljači 2023. godine Frake-Waterfield je objavio da se različiti projekti odvijaju u svemiru Twisted Childhood Universe, dijeleći kontinuitet kao franšiza. Redatelj je nadalje izjavio da Jagged Edge Productions namjerava na kraju imati crossovere sa svim likovima. U siječnju 2024. u sklopu TCU-a najavljen je treći film Pinocchio: Unstrung, temeljen na romanu Pinokijeve avanture. Pinocchio: Unstrung je spomenut na kraju Winnie-the-Pooh: Krv i med 2; Dok su ostale ideje za prošireni svemir i buduće projekte prikazane kroz crteži tijekom završne špice.
Ožujka 2024. otkriven je prvi crossover film franšize pod nazivom Poohniverse: Monsters Assemble, a Scott Chambers potvrdio je da ponavlja svoju ulogu Christophera Robina, kao i Roxanne McKee koja se vraća kao Xana iz filma Bambi: The Reckoning, zajedno s dodatnim horor iteracijama bajkovitih likova kao što su Trnoružica, Zvončica i Ludi Klobučar.
Frake-Waterfield također je izrazio interes za snimanje filmova o Thoru, nordijskom bogu groma, kao i franšize zaštićenim autorskim pravima kao što su Teletubbiesi, Nindža kornjače i Super Cure.

## Vanjske poveznice
- Službena stranica produkcijskog studija Jagger Edge Productions
- Winnie the Pooh: Krv i med 2 u internetskoj bazi filmova IMDb-a